# Gibraltar Phoenix F.C.
Gibraltar Phoenix F.C. – gibraltarski klub piłkarski z siedzibą w Gibraltarze.

## Historia
Chronologia nazw:
- 2012–...: Gibraltar Phoenix F.C.

Gibraltar Phoenix F.C. został założony w 2012 roku w Gibraltarze. W sezonie 2012/13 debiutował Division 2, zajął drugie miejsce i zdobywał awans do najwyższej ligi. W sezonie 2013/14 zakończył rozgrywki na ostatnim 8.miejscu w Premier Division i spadł do Division 2. W sezonie 2016/17 zajął 1.miejsce i powrócił do Premier Division. W sezonie 2018/19 zajął 5.miejsce, a na następny sezon został wyłączony z ligi.

## Sukcesy

### Trofea międzynarodowe
Nie uczestniczył w rozgrywkach europejskich (stan na 31-05-2019).

### Trofea krajowe
| \| \| Zdobyte trofea w rozgrywkach Gibraltaru (stan na: 31-05-2019) \| |                                                               |      |                 |
| Rozgrywki                                                              | Osiągnięcie                                                   | Razy | Sezon(y)        |
| · Mistrzostwo                                                          | I miejsce                                                     | 0    |                 |
| · Mistrzostwo                                                          | II miejsce                                                    | 0    |                 |
| · Mistrzostwo                                                          | III miejsce                                                   | 0    |                 |
| · Mistrzostwo                                                          | 5.miejsce                                                     | 1    | 2018/19         |
| Puchar                                                                 | zdobywca                                                      | 0    |                 |
| Puchar                                                                 | finalista                                                     | 0    |                 |
| Puchar                                                                 | półfinalista                                                  | 1    | 2018/19         |
| Puchar Ligi                                                            | zdobywca                                                      | 0    |                 |
| Puchar Ligi                                                            | finalista                                                     | 0    |                 |
| Puchar Ligi                                                            | 4.miejsce                                                     | 1    | 2013/14 (gr. B) |
| II liga                                                                | I miejsce                                                     | 1    | 2016/17         |
| II liga                                                                | II miejsce                                                    | 1    | 2012/13         |
| II liga                                                                | III miejsce                                                   | 0    |                 |
| Gibraltar                                                              | Zdobyte trofea w rozgrywkach Gibraltaru (stan na: 31-05-2019) |      |                 |

## Stadion
Klub rozgrywał swoje mecze domowe na Victoria Stadium w Gibraltarze, który może pomieścić 2,249 widzów.